# Cathédrale-basilique du Christ-Roi de Hamilton
Pour les articles homonymes, voir Cathédrale du Christ-Roi.
La cathédrale-basilique du Christ-Roi (Cathedral Basilica of Christ the King en anglais) est une église catholique de Hamilton en Ontario au Canada. Elle est le siège du diocèse de Hamilton. Elle fut consacrée en 1933 et élevée au rang de basilique mineure en 2013.

## Histoire
La cathédrale du Christ-Roi fut conçue par l'architecte William Russell Souter de 1931 à 1933. Elle fut construite par la compagnie de construction Pigott de 1930 à 1933. Elle fut consacrée le 19 décembre 1933. Elle fut rénovée en 1981 à la suite de dommages causés par un incendie criminel. Elle fut élevée au rang de basilique mineure en février 2013 par le pape Benoît XVI.

## Galerie

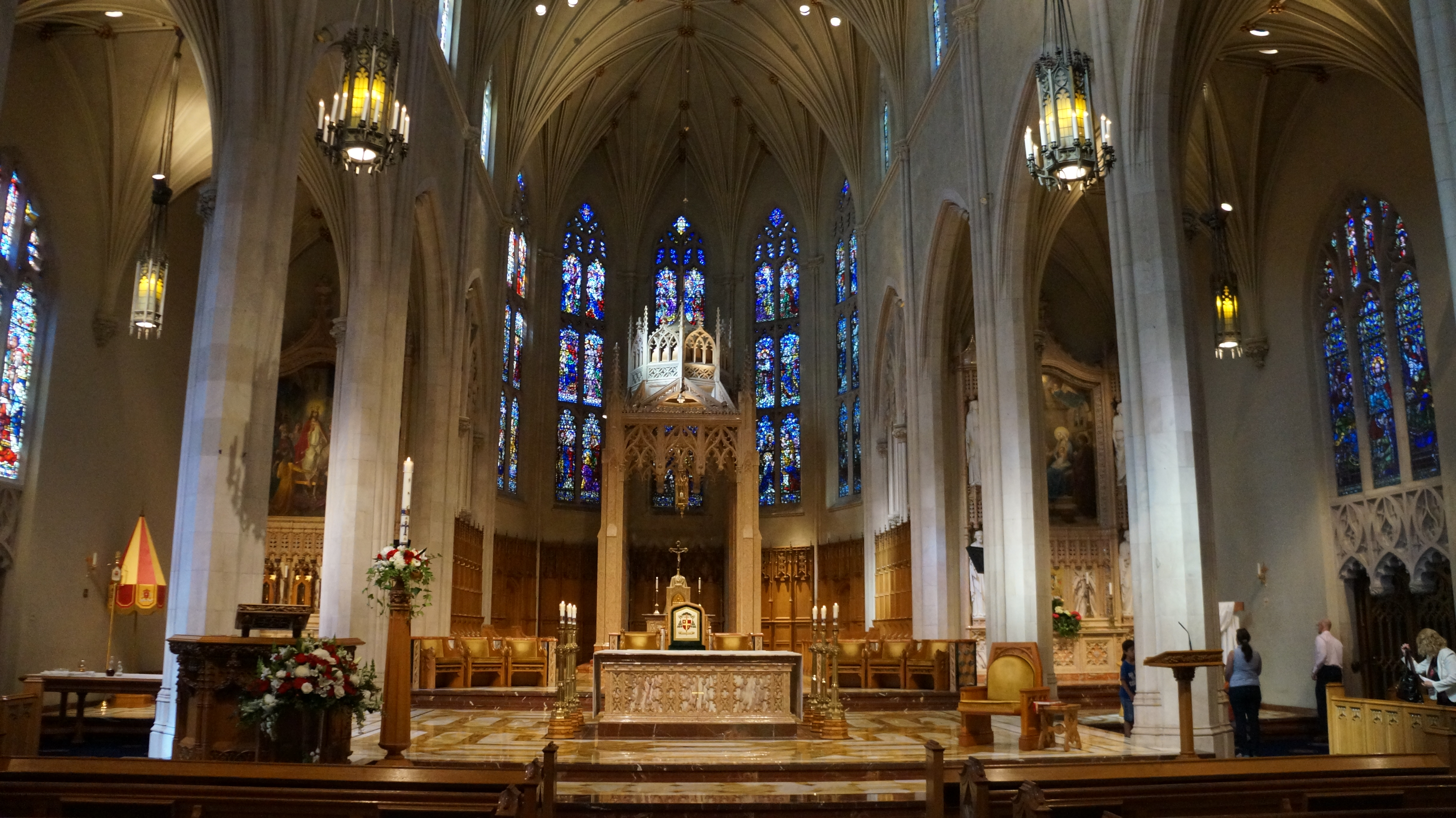
L'intérieur.
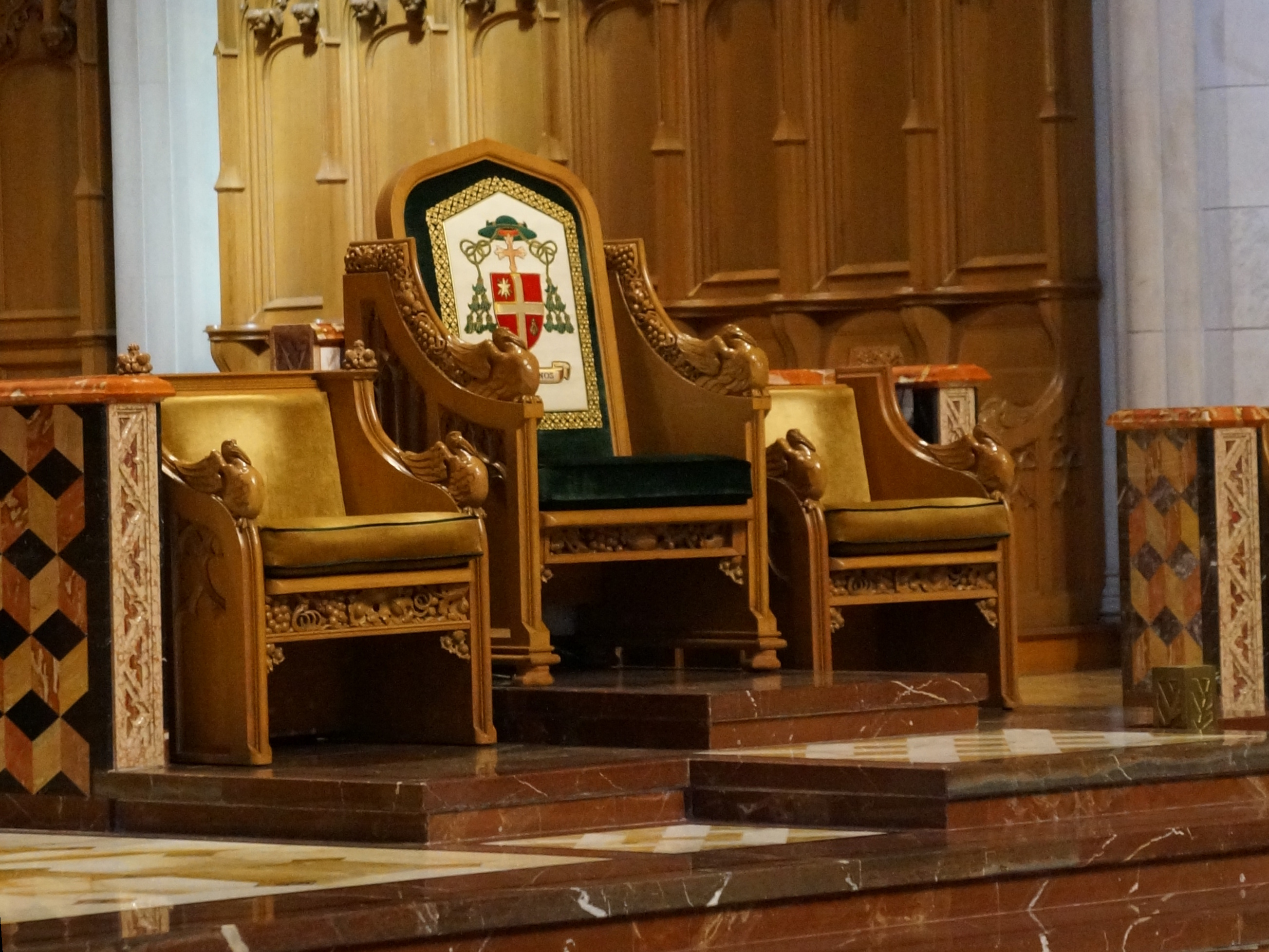
La cathèdre de l'évêque.
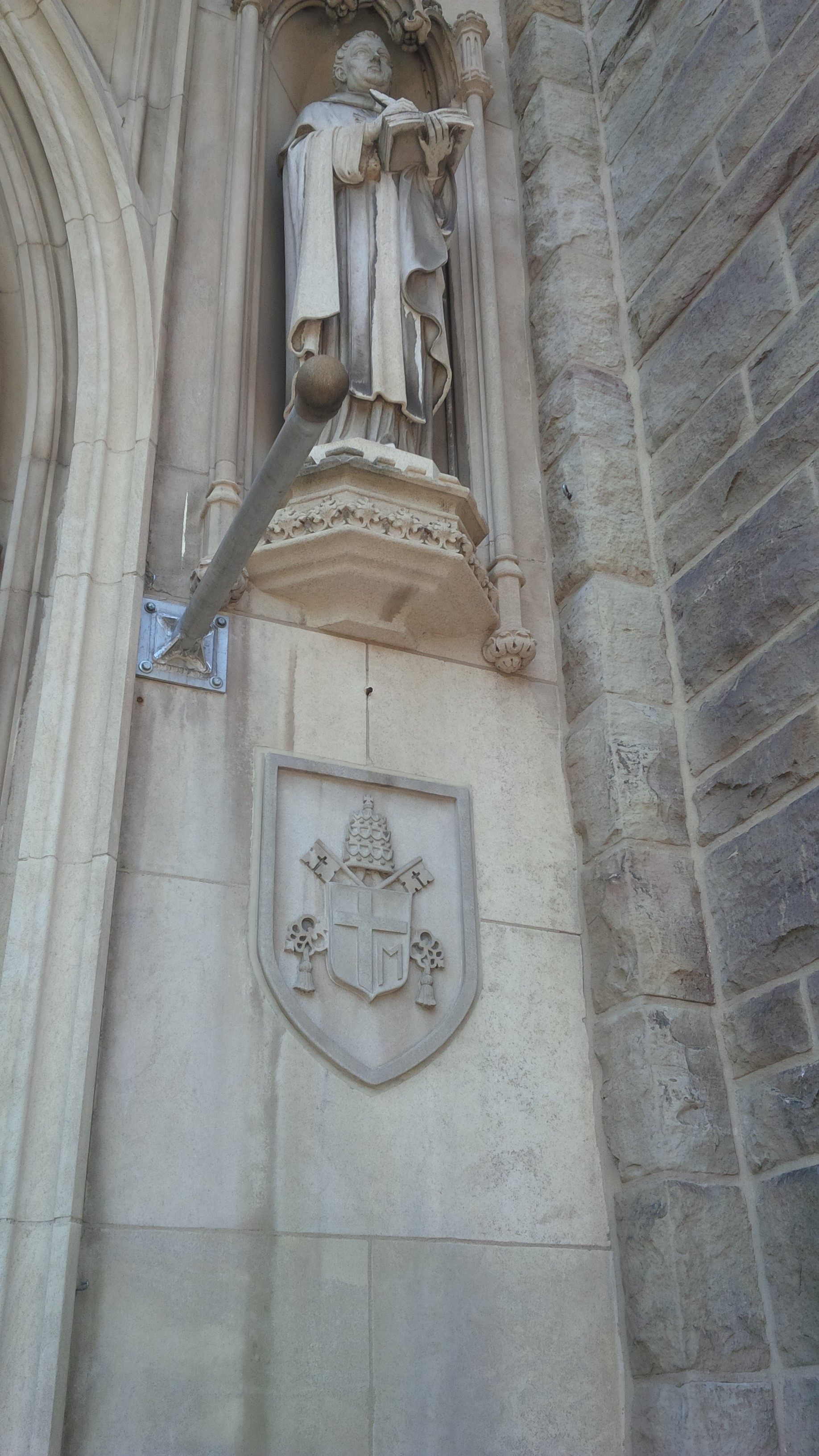
Blason de saint Jean-Paul II.

## Source
- (en) Cet article est partiellement ou en totalité issu de l’article de Wikipédia en anglais intitulé « Cathedral Basilica of Christ the King (Hamilton) » (voir la liste des auteurs).